# 山口県道26号山口鹿野線
山口県道26号山口鹿野線（やまぐちけんどう26ごう やまぐちかのせん）は、山口県山口市から周南市に至る県道（主要地方道）である。

## 概要
山口県山口市大内矢田北五丁目の山口県道21号山口防府線交点と周南市大潮の国道315号交点を結ぶ。
1954年 - 1965年の間は、山口鹿野線という同名の主要地方道が、現在の国道376号および山口県道9号徳山徳地線の区間で存在したが、その後山口県道196号大内鹿野線が1977年（昭和52年）に山口鹿野線として成立した。

### 路線データ
- 起点：山口市大内矢田北五丁目（大内上矢田交差点、山口県道21号山口防府線交点）
- 終点：周南市大潮（国道315号交点）

## 歴史
- 1993年（平成5年）5月11日 - 建設省から、県道山口鹿野線が山口鹿野線として主要地方道に指定される[1]。

## 路線状況

### 重複区間
- 国道376号（山口市仁保中郷）
- 国道489号（山口市徳地船路 - 山口市徳地八坂）

### 道の駅
- 道の駅仁保の郷

## 地理

### 通過する自治体
- 山口市
- 周南市

### 交差する道路
| 交差する道路                                                      | 市町村名 | 交差する場所    | 交差する場所            |
| ----------------------------------------------------------------- | -------- | --------------- | ----------------------- |
| 山口県道21号山口防府線                                            | 山口市   | 大内矢田北5丁目 | 大内上矢田交差点 / 起点 |
| 国道262号 山口県道502号山口防府小郡自転車道線 重複                | 山口市   | 大内長野        | 大内長野交差点          |
| 国道376号 重複区間起点 島根県道・山口県道123号柿木山口線          | 山口市   | 仁保中郷        | 井開田交差点            |
| 国道376号 重複区間終点 山口県道197号仁保中郷奈美線                | 山口市   | 仁保中郷        |                         |
| 山口県道334号引谷篠目線                                           | 山口市   | 徳地引谷        |                         |
| 国道489号 重複区間起点 山口県道503号佐波川自転車道線 重複区間起点 | 山口市   | 徳地船路        |                         |
| 国道489号 重複区間終点 山口県道503号佐波川自転車道線 重複区間終点 | 山口市   | 徳地八坂        |                         |
| 国道315号                                                         | 周南市   | 大潮            | 終点                    |

### 沿線にある施設など
- 大内郵便局
- やまぐちリフレッシュパーク
- 山口市役所 仁保出張所
- 道の駅仁保の郷
- 山口市役所 八坂支所
- やまぐちサッカー交流広場

沿線の名所・旧跡・観光地
- 山口ゲンジボタル発生地